# ماسانوبو ایزومی
ماسانوبو ایزومی (به انگلیسی: Masanobu Izumi) بازیکن فوتبال اهل ژاپن و عضو تیم ملی فوتبال ژاپن است که در تاریخ ۲۵ مارس ۱۹۶۵ میلادی اولین بازی ملی‌اش را انجام داد. او در ۱ بازی ملی حضور داشت و آخرین بازی ملی خود را در تاریخ ۲۵ مارس ۱۹۶۵ میلادی انجام داد. ماسانوبو ایزومی در بازی‌های ملی‌اش
گلی به ثمر نرساند.